# 林下清志
林下 清志（はやしした きよし、1965年4月8日 - ）は、日本の実業家。テレビ朝日系のドキュメンタリー番組『痛快!ビッグダディ』にて、長年にわたる取材を受けたことから注目された。岩手県九戸郡山形村（現・久慈市山形町）出身。柔道整復師の国家資格を持つ。血液型O型。
タレント登録がされていない一般人だが、本業の傍ら、その知名度を活かして自伝を出版しイベントやテレビ番組に出演するなど、タレントのような活動（文化人枠）をしている。番組以来プロレスラーから取った「ビッグダディ」と呼ばれており、タレントのタモリから命名されたニックネームをもじって改名宣言した「コダカラー・清志」 は定着していない。

## 人物
- 柔道三段[3]。趣味は釣りに散歩、料理。メガネと口ひげ、常に頭に巻くタオルがトレードマーク。自称ケンシロウスタイル（自分で袖を切落したトレーナーを着用）。
- 2013年4月元妻・美奈子との離婚後、2014年4月一般女性と再婚。2014年10月5日早朝に盛岡市内の仕事場兼自宅が火災により全焼、番組終了後ほどなくしてタレント・講演活動が主となったため半休業状態のリラクゼーションルームは完全閉鎖。2014年12月活動拠点を東京に移した。
- 2015年3月完全予約制のリラクゼーション店を浅草にてオープン[4]、同年6月ウエディ新剛（元お笑い芸人）が開業した居酒屋に併設されたリラクゼーションスペースへ移転。また、同年9月新宿区歌舞伎町のホストクラブでホストデビューを果たした[5]。
- 2015年10月9日放送のフジテレビ系列で放送の『ダウンタウンなう』にゲスト出演。これまでの離婚や子育てに関する話など持論を展開していたが同番組レギュラーの坂上忍から疑問を抱かれていた。そして坂上が総合MCを務める『バイキング』（フジテレビ系列）[6] で番組開始当初のレギュラーとして出演時にほとんど喋らない状態だったことから「この人何がしたいのかな。何で？」と聞かれると「だって俺は何を喋ればいいんですか？」と逆質問。これに対し坂上から「許せないのはそういうとこなんだよ！だったら引き受けんなよ！」と厳しく非難された。さらに「引き受けたらそこに責任が生じるのが大人」と述べ、松本人志からも「タレントでやっていく上ではその考え（何喋ればいいですか？と開き直ること）は違う」と指摘され、さらに坂上から「俺はタレントで生きていくつもりじゃないからって、全部逃げで自分を言いくるめている。得にならない！」と言われると林下は「損得でものを考えたことがない」と言い放ち、坂上から「またつまんねえこと言いやがってよ！」とキレ気味にツッコまれるなど後半は終始自身の仕事に対する姿勢を厳しく非難され説教された[7]。
- 2016年5月の一般女性との結婚（7度目）を公表[8]。それまでの婚姻歴で、連れ子を含めると最大時6男14女の計20名の子供（元祖元妻12名、元妻6名[9]、3番目妻2名）がいたが、実は本人も、11人兄弟の6男（兄5人、姉4人、妹1人）で大家族。子供達には"清志さん"等と呼ばれている。
- 2016年6月札幌でのジンギスカン修業を経て、7月沖縄入りをした。期間限定でリラクゼーション店を営業後、同年9月那覇でジンギスカン店をオープン[10]。2019年3月設備故障に伴い閉店、再び上京。
- 2019年5月リラクゼーション店をオープン、同年9月江東区の居酒屋店長[11]、2020年12月下旬ステーキ屋店長に転身[12]。
- 母校の東北柔道専門学校（現・仙台接骨医療専門学校）の先輩に、プロレスラーの武藤敬司がいる[13]。
- 番組当初は酒があまり飲めなかったが、48歳になってから呑むようになり、各地のイベント終了後にはTwitterのフォロワーを募り、「FMG（フォロワーミーティング）」という名の飲み会をやっている[14]。
- 三女・林下詩美が、2018年8月女子プロレスラーデビュー（現；マリーゴールド所属）[15]。

## 略歴
- 1965年4月　林下家第十子として誕生
- 1984年3月　盛岡市立高等学校卒業
- 1986年3月　東北柔道専門学校卒業、八幡平市の接骨院で修業
- 1989年10月　岐阜県多治見市の接骨院に再就職
- 1991年3月　元祖元嫁と婚姻
- 2001年6月　元祖元嫁と離婚（8人の子を引取る）
- 2006年9月26日　『痛快!ビッグダディ』放映開始
- 2008年8月　元祖元嫁と正式復縁
- 2011年2月　元祖元嫁と離婚
- 2011年4月1日　元嫁美奈子と婚姻（5人の連れ子）
- 2013年4月2日　元嫁美奈子と離婚
- 2013年4月26日　自伝『ビッグダディの流儀』を出版
- 2013年12月29日　『痛快!ビッグダディ』放映終了
- 2014年4月11日　一般女性と婚姻（2名の連れ子）
- 2014年8月上旬　一般女性と正式離婚
- 2014年10月5日　盛岡市の仕事場兼自宅が全焼火災
- 2014年12月25日　東京都へ引越し
- 2015年3月16日　東京都台東区でリラクゼーション店を開業
- 2015年春　一般女性と婚姻（約4ヵ月後に離婚）
- 2016年5月　一般女性と婚姻（間もなく離婚）
- 2016年7月4日　沖縄県へ引越し
- 2016年9月6日　沖縄県那覇市内で『ジンギスカン きよし』を正式開店
- 2019年3月下旬 店内設備の不具合により飲食店が閉店
- 2019年4月29日 東京都へ引越し
- 2019年5月上旬 東京・浅草橋駅地区で『リラクゼーションきよし』を開業[16]
- 2019年9月 東京・江東区内の居酒屋店長に就任
- 2020年12月 東京・江東区内のステーキ屋店長に就任（2021年12月休業）
- 2022年2月 居酒屋子ども食堂「プロジェクト D」立上げ（株式会社Spicy Company、株式会社フェーゼルと共）[17]
- 2022年5月 神奈川県大磯町の食堂で魚の修行
- 2022年11月 鹿児島県西之表市へ移住[18]
- 2023年1月11日　定食屋「たねがしま食堂」オープン[19]
- 2023年7月 定食屋「たねがしま食堂」閉店[20]
- 2024年6月頃 東京・亀有のホルモン店に就職[21]（2025年3月退職、同6月ビル清掃）

## 出演

### テレビ
- 痛快!ビッグダディ 1 - 20（テレビ朝日、2006年9月 - 2013年12月）
- ノンストップ!（フジテレビ、2013年12月3日・2014年10月21日）
- めちゃ2イケてるッ!（フジテレビ、2014年1月4日・1月25日）
- 笑っていいとも!（フジテレビ、2014年1月22日）
- 笑っていいとも!増刊号（フジテレビ、2014年1月26日）
- 教訓のススメ（フジテレビ、2014年1月26日・2月23日・3月9日）
- ナカイの窓（日本テレビ、2014年2月5日、3月19日+SP、2017年4月12日）
- マンスリーTV/ねつ造プライベートはどれ?ミヤブレ!ジョーカー（日本テレビ、2014年2月6日）
- 歌好き家族対抗!カラオケ★バトル（テレビ東京、2014年2月7日）
- 有吉ゼミ（日本テレビ、2014年2月10日）
- 炎の体育会TV（TBS、2014年2月15日）
- もてもてナインティナイン（TBS、2014年2月18日）
- ネプリーグ（フジテレビ、2014年2月24日・3月3日）
- たかじん胸いっぱい（関西テレビ、2014年3月1日）
- マサカメTV（NHKG、2014年3月15日）
- 爆問!最強ドッキリ祭（TBS、2014年3月28日、VTR出演）
- バイキング（フジテレビ、2014年4月1日 - 9月23日、火曜レギュラー）
- 怪盗100面相（日本テレビ、2014年4月2日）
- マンスリーTV/人生終了クイズ（日本テレビ、2014年4月4日）
- 私の何がイケないの?（TBS、2014年4月7日）
- 爆笑そっくりものまね紅白歌合戦スペシャル（フジテレビ、2014年4月13日）
- ウワサは誤報か真実か ガセデマコレクション（TBS、2014年4月16日）
- いきなり!黄金伝説。（テレビ朝日、2014年4月24日・5月1日）
- バラいろダンディ（TOKYO MX、2014年5月6日）
- ナイトシャッフル（福岡放送、2014年5月11日）
- 真麻の部屋へようこそ（NOTTV1、2014年5月17日）
- 今夜もドル箱V（テレビ東京、2014年5月21日）
- ダウンタウンDXDX（讀賣テレビ、2014年5月22日・12月18日）
- おしゃべり異種格闘技 論破王（関西テレビ、2014年6月1日）
- 特盛!よしもと 今田・八光のおしゃべりジャングル（讀賣テレビ、2014年6月28日）
- ウラマヨ!（関西テレビ、2014年7月19日）
- クイズ!アナタの記憶（TBS、2014年10月20日）
- 今だから言えるナイショ話（毎日放送、2014年12月21日）
- 2014年余談大賞（TBS、2014年12月23日）
- 絶対に笑ってはいけない大脱獄24時（日本テレビ、2014年12月31日）
- 2014→2015 ツキたい人グランプリ〜ゆく年つく年〜（フジテレビ、2014年12月31日）
- 正月なのに不幸オーラ全開!有吉VSミジメちゃん 今年幸せになってほしい人大賞（関西テレビ、2015年1月2日）
- THE的中王2015（中京テレビ、2015年1月4日）
- 白熱ライブ ビビット（TBS、2015年5月4日、VTR出演）
- ミセスマートTV・NEO（テレビ埼玉、2015年5月23日・6月20日・6月27日・9月26日）
- 緊急検証!オールスターもののけ王座決定戦〜子供にウォッチさせたくない妖怪たち〜（CSファミ劇、2015年8月8日）
- ダウンタウンなう/本音でハシゴ酒（フジテレビ、2015年10月9日）
- 上沼・高田のクギズケ!（讀賣テレビ（中京テレビ）、2015年10月18日）
- モヤモヤさまぁ〜ず2（テレビ東京、2016年2月28日）- 浅草の露天クイックマッサージを取材
- ダウンタウンのガキの使いやあらへんで!!（日本テレビ、2016年8月21日）
- ニンゲン観察バラエティ モニタリング（TBS、2016年9月22日）
- じっくり聞いタロウ〜スター近況（秘）報告〜（テレビ東京、2017年1月26日）
- 水曜日のダウンタウン（TBS、2017年4月26日）
- バナナサンド（TBS、2019年4月4日）
- 梅沢富美男のズバッと聞きます!平成のお騒がせ芸能人大集合!みのもんた参戦SP（フジテレビ、2019年5月1日）
- ぱちタウンTV 福岡・佐賀版（TVQ九州放送、2019年5月8日）
- テレビに出にくくなった人～ネット民よ!再生させよ!世間ザワつき有名人～（テレビ東京、2019年7月29日・8月5日）
- ドクターSAKI（TOKYO MX2、2020年9月27日・2021年6月27日・2022年3月27日）
- 東京コンフィデンシャル4（TOKYO MX2、2021年3月28日）
- この世は【ご報告】であふれてる!?（テレビ東京、2021年7月24日）
- らんきんぐバカ（よみうりテレビ、2022年3月5日）

### ラジオ
- キラキラ☆Brunch Time（エフエムゆーとぴあ、2013年6月17日・6月24日）
- オールナイトニッポン0(ZERO)（ニッポン放送、2014年1月21日）
- 大谷ノブ彦 キキマス!（ニッポン放送、2014年4月22日）
- ロッキンスター（かつしかFM、2015年2月16日）
- 爆笑問題の日曜サンデー（TBSラジオ、2015年2月22日）
- SUSUの言わせてもらうわ！（ラジオ沖縄、2016年11月16日・2017年5月31日）
- 田久保諭の日曜ポーレポーレ（RBCラジオ、2016年11月27日）
- 新Aladdin バカヤロー Radio!α（CROSS FM、2017年6月3日）
- アネモネ（ぎのわんシティFM、2019年3月23日）

### WEB
- 痛快!ビッグダディの名言が蘇る!!／着ボイス・呼出しボイス（2013年10月）
- ビッグダディモバイル／スマートフォンサイト（2013年12月16日）
- ビッグダディ特別企画「ビッグダディが心も身体もほぐしてくれる」（パシャオク、2014年2月 - 4月）
- ビッグダディの「生でダディ的人生相談室」powered byパシャオク（Ameba Studio、2014年2月17日）
- 麻雀最強戦2014／竹書房主催（ニコニコ生放送、2014年5月17日）
- 愚痴侍／カンニング竹山（Ameba Studio、2014年6月24日）
- 週刊ジョージア「投稿!男の相談部屋」（KADOKAWA、2014年7月 - 8月）
- ママ★スタジアム「ママスタセレクト>タレントコラム」（インタースペース、2014年9月 - 10月）
- 『mamanoko』>子育て・教育（Cluex、2015年4月）
- 相川葵no催眠学園（流行学園.TV、2015年7月14日）
- ｄグルメまとめ「ヨッピーが直撃取材!…」（gooブログ企画、2015年8月24日）
- 【特番】メンナク×NIGHTTube【ホストの祭典vol.3、5】（ニコニコ生放送、2015年10月2日・12月3日）
- 牛乳ぷりんのぴょんぴょんするんじゃー（ニコニコ生放送、2016年5月10日）
- 談慶・ツバキングの妄想ニュースショー（Ustream、2016年5月11日）
- 雛形さん家のホストの勧め（NIGHTTube、2016年6月11日）
- 土曜の夜は尻上がり!「ピーチゃんねる」（AbemaSPECIAL、2017年9月23日）
- ニコラジ月曜日（ニコニコ生放送、2017年9月25日）
- THINKING「ビッグダディの子育てって、正解だったの？…」（peek a boo、2018年3月8日）
- ビッグダディ・林下清志さんインタビュー（みんなのインタビュー、2018年10月16日）
- 「告知事項あり」～事故物件に泊まろう～ニコ生ホラー（ニコニコ生放送、2019年8月16日）
- エイスリー企画チャンネル（YouTube、2020年6月12日）
- 家田荘子チャンネル（YouTube、2021年6月22日）
- ビッグダディ・林下清志さんインタビュー（文春オンライン、2022年4月16日）
- 日経テレ東大学（YouTube、2022年4月17日）
- ＊成田悠輔＊ひろゆき驚愕のビックダディ１０人子育て論!（YouTube、2022年5月12日）
- ReHacQ（YouTube、2025年7月20日・7月27日）
- 秘密のママ園（ABEMA、2025月7月27日）

### CM
- LINE GAME「LINE ゲットリッチ」のTVCM（LINE、2014年12月 - 2015年1月）

### イベント
- 林下清志講演会[22]（日進市民会館、2011年4月29日）
- AKB48 32ndシングル選抜総選挙（2013年6月8日）-　ビッグダディが開会宣言を行った。
- AOMORI ROCK FESTIVAL'13（2013年9月14日）-　福田洋（現・トランザム★ヒロシ）とコンビを組みプロレス参戦。3発殴り・7発キック・5発頭突きの「必殺375（美奈子）スペシャル」は、三角絞めへ改良された。
- 仮面女子『大物ゲストシリーズ第2弾』（アリスプロジェクト P.A.R.M.S、2014年3月13日）
- 超痛快！ビッグダディめちゃ×２子育て９０分スペシャル（さいたま市文化センター、2014年4月5日）
- 大相撲超会議場所で遠藤聖大と対戦（幕張メッセ、2014年4月27日）
- 林下清志講演会〜ビッグダディ子育てを語る〜（厚木市文化会館、2014年6月7日）
- ワタナベエンターテインメントお笑いライブ（表参道GROUND、2015年3月13日） -　お笑い初舞台（コンビ名：ダディ＆ウエディ）
- 舞台『たからモノ。』／きじさこプロジェクト（渋谷区文化総合センター大和田・伝承ホール、2015年5月30日 - 31日）
- WRESTLE-1 TOUR 2015 ファン感謝デー（後楽園ホール、2015年10月9日）

## 著書
- ビッグダディの流儀（2013年4月26日、主婦と生活社） ISBN 978-4391143539
- ビッグダディ痛快レシピ29（2013年7月25日、小学館セレクトムック）　ISBN 978-4091036391
- ダディから君へ（2014年1月4日、大洋図書）　ISBN 978-4813022374
- さらば、ビッグダディ（2015年2月18日、扶桑社）※　ISBN 978-4594072230
- ビッグダディの幸福論 〜はい、左様なり。〜（2015年2月27日、パルコ）　ISBN 978-4865061192

## 関連書籍
- 週刊SPA - 「ビッグダディのさすらい乱取り」が連載（扶桑社、2014年1月14日・1月21日合併号 - 2014年9月9日号）
- 月刊ブシロード　-　モグラの漫画「今日も愉快に!」が掲載、PN:はやししたきよし（2014年1月号）
- 週刊大衆ヴィーナス - 4コマ漫画「これが俺の健康術だ！」が連載（2015年1月号　-　2018年1月4日号）
- ハダシの熱志（林下熱志著、2015年7月24日、ぴあ）　ISBN 978-4835628431

## 商品
- レトルトカレー「ビッグダディのBIG大家族カレー」（2014年7月、ドン.キホーテ）
- アダルトDVD「教えてビッグダディ!! 林下清志のHow to SEX!!」（2017年10月13日、ケイ・エム・プロデュース）[23]